# María José García Borge
María José García Borge es una física nuclear española que ejerce como profesora de investigación del Instituto de Estructura de la Materia del CSIC (Consejo Superior de Investigaciones Científicas), además de ser la directora científica de la instalación ISOLDE (Separador de Isótopos en Línea) de la Organización Europea para la Investigación Nuclear, el CERN de Ginebra (Suiza), desde el año 2012.

## Biografía
María José García Borge nació en Madrid el 9 de noviembre de 1956, hija de José García Prol y Esther Borge Rodríguez. Estudió Grado en Física en la Universidad Complutense de Madrid acabando en el año 1978. Se doctoró en Física, en el año 1982, por la misma Universidad Complutense, Madrid.
Durante los años 1981-1983 desempeñó el cargo de profesora ayudante de la Universidad Complutense de Madrid; entre 1983 y 1985 fue profesora adjunta y entre 1982 y 1983 estuvo de investigadora postdoctoral de la Universidad de Tucson, Arizona, .
También es investigadora del CSIC desde el año 1986 organización en la que ha creado un grupo dedicado al estudio de núcleos exóticos, su estructura y dinámica y sus modos de desintegración y a partir del 2012 y para un período de cuatro años fue elegida Directora Científica de ISOLDE. organización en la que ha creado un grupo dedicado al estudio de núcleos exóticos, su estructura y dinámica y sus modos de desintegración. Con su labor ha promocionado la expansión de la física nuclear experimental en España.